# Lodovico Pittorio
Lodovico Pittorio, dit aussi Luigi Bigi Pittorio, en latin Ludovicus Bigus Pictorius, est un humaniste et un poète de Ferrare en Italie, né en 1452 ou en 1454 et mort dans la même ville avant ou vers 1525. Il a écrit en latin et en italien des poèmes et des ouvrages de spiritualité chrétienne.

## Biographie
Il fait des études de philologie (latin et grec), de philosophie et de théologie à l'université de Ferrare, où il a comme professeur Battista Guarino. Il est lié au cercle des intellectuels de Ferrare influencés par Savonarole.
Avant 1498, date de ses Opuscula christiana, il entre dans les ordres, chez les Servites de Marie.
Il compose et publie des poèmes en latin, ainsi que des ouvrages religieux de spiritualité chrétienne, en latin et en italien, qui sont largement diffusés, comme son Omiliario quadragesimale, recueil de sermons sur les évangiles et les épîtres du temps de Carême, publié en 1506, qui a été réimprimé à 25 reprises pendant le XVIe siècle à Milan, Venise et Brescia, avec des gravures sur bois représentant des scènes de la vie du Christ,. Ses ouvrages, écrits en italien et centrés sur la méditation spirituelle, sont destinés « alle vergini moniali e alle persone devote e del latino ignare » (aux vierges moniales et aux personnes pieuses et qui ne connaissent pas le latin).

## Œuvres
- Consolatoria lezione transito della morte, Florence, Bartolommeo di Libri, vers 1490 Lire en ligne.
- Candida. Hymnus ad Beatam Virginem Mariam, poème en distiques élégiaques dédié à Giovanni Francesco Pico della Mirandola, Modène, Domenico Rococciola, 1491 Lire en ligne.
- Tumultuaria carmina, Modène, Domenico Rococciola, 1492 Lire en ligne ; recueil de poèmes en latin dédié à Giovanni Francesco Pico della Mirandola. Plusieurs poèmes sont adressés à des membres de la famille ducale d'Este : cinq épigrammes sont adressées à Borso d'Este ; 19 poèmes sont adressés au duc de Ferrare Ercole Ier d'Este, présenté comme l'architecte du renouveau de Ferrare (l'élégie In hortos Herculeos qui fait l'éloge des jardins du Palais ducal)[6].
- Opuscula christiana, Modène, Domenico Rococciola, 1498 Lire en ligne.
- Domenicale e santuario. Septe lectione sopra septe parte del Patre nostro in forma de meditatione, Modène, Domenico Rococciola, vers 1498-1504 ; recueil de sermons sur les évangiles et les épîtres des fêtes de saints[3].
- Utile meditazione in sei gradi divisa, Ferrare, 1502.
- Sermone della comunione, Florence, 1502 ; il est dédicacé à une de ses nièces, religieuse.
- Epigrammata in Christi vitam, Milan, 1513.
- Sacra et satyrica epigrammata, Modène, 1514.
- Epigrammata moralia, Modène, 1516.
- Omiliario quadragesimale, Modène, Domenico Rococciola, 1516.
- Psalterio Davitico moralmente in forma de omeliario con lo latino intetexto declarato & de sententia in sententia volgarezatto, Bologne, héritiers de Benedetto di Hetorre di Faelli, 1524[2].